# Конвой Хальмахера – Сармі (10.02.44 – 26.02.44)
Конвой Хальмахера — Сармі (10.02.44 — 26.02.44) — японський конвой часів Другої світової війни, проведення якого відбувалось у лютому 1944-го.
Вихідним пунктом конвою була затока Кау на острові Хальмахера (північна частина Молуккського архіпелагу), який відігравав важливу роль у постачанні японських сил на заході Нової Гвінеї. Пунктами призначення стали японські бази в Манокварі (північно-східний кут півострова Чендравасіх) та Сармі.
До складу конвою увійшли транспорти «Ніккі-Мару», «Чука-Мару» та «Моджі-Мару» (Moji Maru), тоді як охорону забезпечував мінний загороджувач «Вакатака».
Конвой вийшов з порту вранці 10 лютого 1944-го. Незадовго до завершення тієї ж доби по японському загону випустив торпеди підводний човен USS Hake, якому, втім, не вдалось досягнути успіху. Так само безрезультатною виявилась і контратака загороджувача, що скинув 9 глибинних бомб. 13 лютого конвой досягнув Манокварі.
14 лютого 1944-го «Вакатака» повів далі на схід «Ніккі-Мару» та «Моджі-Мару». 15—17 лютого вони побували в Боснеку на острові Біак, а 18 лютого прибули до Сармі, звідки 21 лютого вийшли назад до Манокварі, при цьому транспорти перевозили військовослужбовців 36-ї піхотної дивізії.
Незадовго до опівночі 22 лютого в районі за сотню кілометрів на північ від острова Біак інший американський підводний човен USS Balao торпедував «Ніккі-Мару». За годину судно розкололось, при цьому кормова частина ще певний час трималась на воді. Загинуло 8 членів екіпажу та понад пів сотні військовослужбовців, що перебували на борту. «Вакатака» провів ще одну безуспішну контратаку, після чого 23 лютого довів «Моджі-Мару» до Манокварі, а 24—25 лютого повернувся до місця загибелі «Ніккі-Мару» та врятував 141 особу. Втім, 8 членів екіпажу та понад пів сотні військовослужбовців все-таки загинули.
26 лютого 1944-го конвой повернувся до Кау.